# Artur Bodanzky

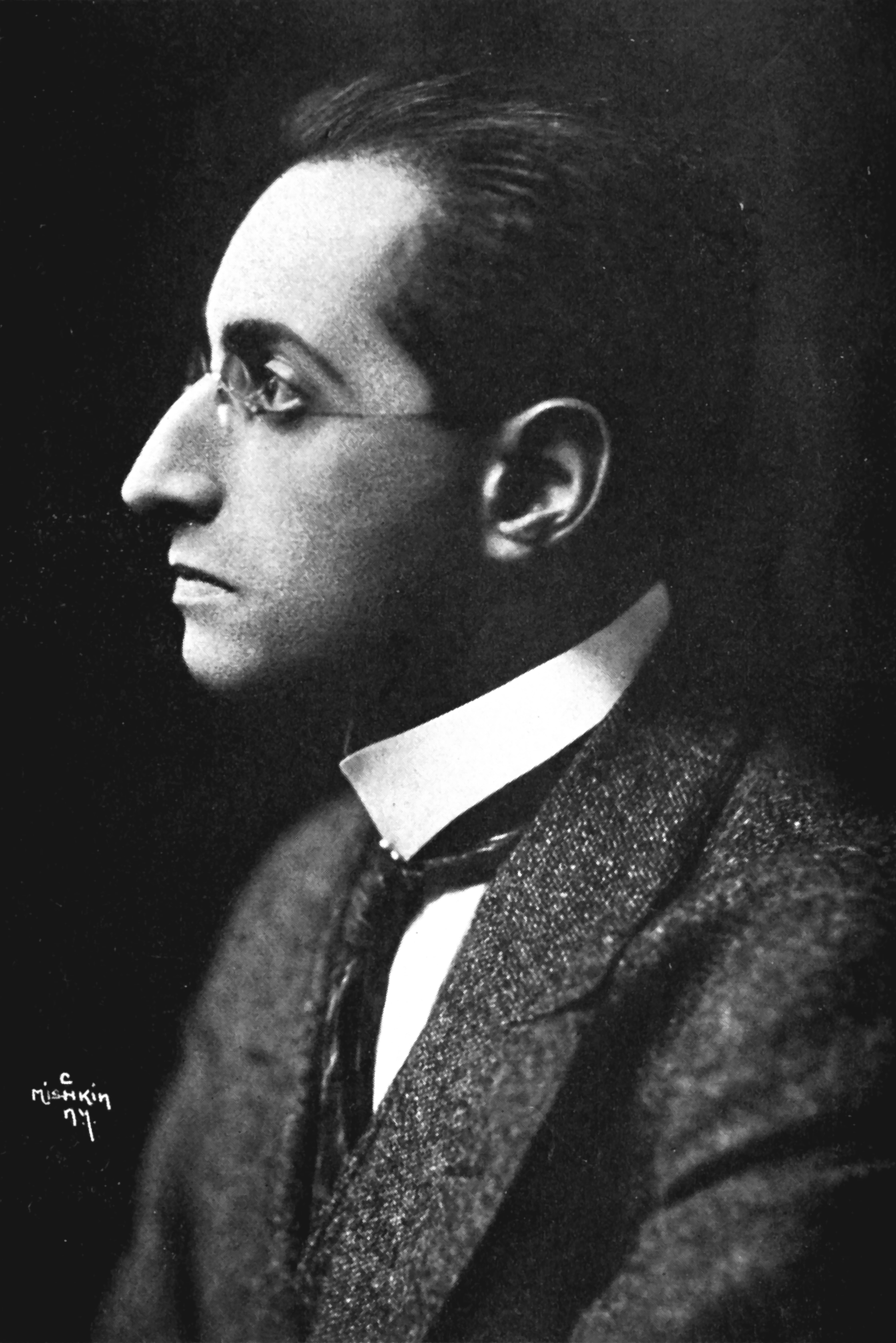
Artur Bodanzky, 1919

Artur Bodanzky, auch Artur Bodansky, Artur Bodanszky, Artur Bodzansky oder Arthur Bodanzky (16. Dezember 1877 in Wien, Österreich-Ungarn – 23. November 1939 in New York) war ein österreichisch-amerikanischer Geiger, Konzertdirigent und Kapellmeister der Metropolitan Opera in New York.

## Leben
Als Sohn des Kaufmanns Carl Bodanskie und Hanna Feuchtwang geboren, wuchs er mit seinem Bruder Robert Bodanzky, seiner Schwester Irene Bodanzky (1885 Wien – 1942 Theresienstadt) und seiner Schwester Ida Bodanzky verehelicht mit Christoph Hartung von Hartungen in einer jüdisch-assimilierten Familie auf. Wie sein Bruder Robert, ein später besonders in Wien bekannter Librettist und Anarchist, entschied sich Artur Bodanzky gegen den Willen seines Vaters für seine Leidenschaft, die Musik. Er studierte am Wiener Konservatorium und privat bei Alexander von Zemlinsky. 1897 bis 1899 war er 1. Geiger in Orchester der Hofoper, dann Kapellmeister in Budweis und am Wiener Carl-Theater. 1901 bis 1903 arbeitete er als Assistent von Gustav Mahler. Nach weiteren Kapellmeisterstellen in Wien, Berlin und Prag wurde er 1909 Erster Kapellmeister in Mannheim; sein dortiger Nachfolger wurde Wilhelm Furtwängler. 1915 wanderte er in die Vereinigten Staaten aus, um für die Metropolitan Opera als Chefdirigent für das deutschsprachige Repertoire zu arbeiten. Im Jahr 1922 stellte er dem New Yorker Publikum erstmals Mahlers Lied von der Erde vor, die Soli sangen Mme. Charles Cahier und Orville Harrold. 1928 trat er der Funktion des Chefdirigenten der Met zurück. Ihm folgte Joseph Rosenstock. Nachdem Rosenstock überwiegend schlechte Kritiken erhalten hatte, wurde Bodanzky wieder auf seinen früheren Posten berufen, den er bis zu seinem Lebensende behielt.
Bodanzky war bekannt für die musikalische Leitung vieler Wagner-Opern, von denen eine Reihe früher Mitschnitte von Radiosendungen existiert. Allgemein wurde ihm ein schnelles Tempo nachgesagt. Man kolportierte, er wolle seine Konzerte stets schnell beenden, um im Anschluss Karten spielen zu können. Ähnliche Bemerkungen werden allerdings gerne über jeden Dirigenten gemacht, dessen Tempi als besonders schnell empfunden werden.